# Historia de un cobarde
Historia de un cobarde é uma telenovela mexicana, produzida pela Televisa e exibida em 1964 pelo Telesistema Mexicano.

## Elenco
- Héctor Gómez
- Alicia Montoya
- Miguel Ángel Ferriz
- Irma Lozano
- Bertha Moss
- Julio Monterde
- Joaquín Cordero
- Francisco Jambrina